# Astragalus syreitschikovii
Astragalus syreitschikovii är en ärtväxtart som beskrevs av Nikolai Vasilievich Pavlov. Astragalus syreitschikovii ingår i släktet vedlar, och familjen ärtväxter. Inga underarter finns listade i Catalogue of Life.